# Wasatch Range
Wasatch Range er en bjergkæde, der strækker sig fra grænsen mellem staterne Idaho og Utah, ca. 260 kilometer mod syd til det centrale Utah i det vestlige USA. Bjergkæden betragtes normalt som den vestligste del af Rocky Mountains. Den nordlige forlængelse af bjergkæden, der kaldes Bear River Mountains, strækker sig ind i Idaho.

## Navn
Der er uenighed om, hvad bjergkædens navn betyder. En kilde fortæller, at navnet kommer af et ord på ute-indianernes sprog, der betyder bjergpas ("lav passage over høj bjergkæde"). I en anden kilde citeres en ute-høvding for, at navnet skulle stamme fra en gang, nogle jægere blev overrasket af en snestorm under en jagt. En af jægerne blev væk fra de andre, og da de fandt ham igen, var han død og hans penis stivfrossen. Bjergkæden kom derfor til at hedde Wuhu Seai, "Frossen penis"..

## Bebyggelse
Da de første nybyggere kom til området, der i dag er staten Utah, slog de sig ned vest for Wasatch Range, hvor der er rigeligt med ferskvand fra de mange små og større floder, der løber ned fra bjergkæden. I dag bor over 80 % af Utahs befolkning 2,5 millioner indbyggere inden for 15 miles af bjergkæden i et område, der til daglig kaldes Wasatch Front. Statens hovedstad, Salt Lake City, ligger mellem bjergkæden og Great Salt Lake.

## Geografi
Sammenlignet med andre dele af Rocky Mountains er Wasatch Range ikke særlig høj, men kæden kommer til at virke højere, da den rejser sig stejlt fra landet foran til højder mellem 1.300 meter og 3.500 meter. Det højeste bjerg i kæden er Mount Nebo på 3.636 meter nær byen Nephi i den sydlige ende af bjergkæden. Andre betydelige tinder i kæden er Mount Timpanogos (3.581 m), Ben Lomond (Utah) (2.960 m), Mount Olympus (2.751 m), Twin Peaks (3.453 m) og Lone Peak (3.430 m).
Op til 1.200 centimeter sne årligt har gjort bjergkæden til et interessant område for skientusiaster, og der er opstået adskillige skisportssteder i bjergene. På grund af den lave luftfugtighed i området om vinteren er sneen meget tør og pulveragtig og bliver af de lokale betragtet som noget af den bedste "skisne" i verden.